# NerveControl
NerveControl was een Nederlands belspelprogramma met studiokandidaten die door middel van verschillende rondes strijden om de finaleplaats. Tussendoor valt er voor de kijker thuis ook geld te verdienen door mee te spelen met de kijkersopgaven.
De eerste uitzending van NerveControl was op 22 november 2004. Vanuit een piepklein decor in de kelder van het SBS-gebouw presenteerde Valerie Zwikker deze dagelijkse quiz, die te zien was op SBS6. Nog geen twee maanden later, namelijk op 5 januari 2005 besloot SBS het programma vanwege tegenvallende kijkcijfers van de buis te halen.

## Presentatoren
- Valerie Zwikker
- Arlette Adriani (invalster)